# Bisericani, Neamț
Bisericani este un sat în comuna Alexandru cel Bun din județul Neamț, Moldova, România.